# Ministri dell'ambiente della Romania
Questo elenco comprende i ministri dell'ambiente della Romania a partire dal 1989.

## Lista dei ministri dell'ambiente
Tra il 19 giugno 2003 e l'11 marzo 2004 le attribuzioni relative alla gestione dell'ambiente sono state detenute dal Ministero dell'agricoltura, delle foreste, delle acque e dell'ambiente. Per la lista dei ministri in tale periodo vedi Ministri dell'agricoltura della Romania.
| Ministro | Ministro         | Ministro                          | Partito                                                                              | Governo                               | Mandato          | Mandato          | Leg.        |
| Ministro | Ministro         | Ministro                          | Partito                                                                              | Governo                               | Inizio           | Fine             | Leg.        |
| --- | ---------------- | --------------------------------- | ------------------------------------------------------------------------------------ | ------------------------------------- | ---------------- | ---------------- | ----------- |
| Acque, foreste e ambiente (Ministerul apelor, pădurilor și mediului înconjurător) |                  |                                   |                                                                                      |                                       |                  |                  |             |
| |                  | Simion Hâncu (1929-2016)          | Fronte di Salvezza Nazionale                                                         | Governo Roman I                       | 28 dicembre 1989 | 28 giugno 1990   | Provvisoria |
| Ambiente (Ministerul mediului) |                  |                                   |                                                                                      |                                       |                  |                  |             |
| |                  | Valeriu Eugen Pop (1939)          | Fronte di Salvezza Nazionale                                                         | Governo Roman II                      | 28 giugno 1990   | 16 ottobre 1991  | I           |
| |                  | Marcian Bleahu (1924-2019)        | Movimento Ecologista di Romania                                                      | Governo Stolojan                      | 16 ottobre 1991  | 19 novembre 1992 | I           |
| Acque, foreste e protezione dell'ambiente (Ministerul apelor, pădurilor și protecției mediului ) |                  |                                   |                                                                                      |                                       |                  |                  |             |
| |                  | Aurel Constantin Ilie (1946-2014) | Fronte Democratico di Salvezza Nazionale Partito della Democrazia Sociale di Romania | Governo Văcăroiu                      | 19 novembre 1992 | 12 dicembre 1996 | II          |
| |                  | Ioan Oltean (1953)                | Partito Democratico                                                                  | Governo Ciorbea                       | 12 dicembre 1996 | 5 dicembre 1997  | III         |
| |                  | Sorin Frunzăverde (1960-2019)     | Partito Democratico                                                                  | Governo Ciorbea                       | 5 dicembre 1997  | 11 febbraio 1998 | III         |
| |                  | Romică Tomescu (1954)             | Partito Nazionale Contadino Cristiano Democratico                                    | Governo Ciorbea                       | 11 febbraio 1998 | 17 aprile 1998   | III         |
| Governo Vasile | 17 aprile 1998   | Romică Tomescu (1954)             | Partito Nazionale Contadino Cristiano Democratico                                    | 22 dicembre 1999                      |                  |                  | III         |
| Governo Isărescu | 22 dicembre 1999 | Romică Tomescu (1954)             | Partito Nazionale Contadino Cristiano Democratico                                    | 28 dicembre 2000                      |                  |                  | III         |
| Acque e protezione dell'ambiente (Ministerul apelor și protecției mediului) |                  |                                   |                                                                                      |                                       |                  |                  |             |
| |                  | Aurel Constantin Ilie (1946-2014) | Partito della Democrazia Sociale di Romania Partito Social Democratico               | Governo Năstase                       | 28 dicembre 2000 | 17 gennaio 2002  | IV          |
| |                  | Petru Lificiu (1950)              | Partito Social Democratico                                                           | Governo Năstase                       | 17 gennaio 2002  | 19 giugno 2003   | IV          |
| Dal 19 giugno 2003 all'11 marzo 2004 accorpato al Ministero dell'agricoltura, delle foreste, delle acque e dell'ambiente Dall'11 marzo 2004 Ambiente e gestione delle acque (Ministerul mediului și gospodăririi apelor) |                  |                                   |                                                                                      |                                       |                  |                  |             |
| |                  | Speranța Ianculescu (1946)        | Partito Social Democratico                                                           | Governo Năstase                       | 11 marzo 2004    | 28 dicembre 2004 | IV          |
| |                  | Sulfina Barbu (1967)              | Partito Democratico                                                                  | Governo Tăriceanu I                   | 29 dicembre 2004 | 5 aprile 2007    | V           |
| Ambiente e sviluppo sostenibile (Ministerul mediului și dezvoltării durabile) |                  |                                   |                                                                                      |                                       |                  |                  |             |
| |                  | Attila Korodi (1977)              | Unione Democratica Magiara di Romania                                                | Governo Tăriceanu II                  | 5 aprile 2007    | 22 dicembre 2008 | V           |
| Ambiente (Ministerul mediului) |                  |                                   |                                                                                      |                                       |                  |                  |             |
| |                  | Nicolae Nemirschi (1959)          | Partito Social Democratico                                                           | Governo Boc I                         | 22 dicembre 2008 | 1 ottobre 2009   | VI          |
| |                  | Elena Udrea (ad interim) (1953)   | Partito Democratico Liberale                                                         | Governo Boc I                         | 2 ottobre 2009   | 23 dicembre 2009 | VI          |
| Ambiente e foreste (Ministerul mediului și pădurilor) |                  |                                   |                                                                                      |                                       |                  |                  |             |
| |                  | László Borbély (1954)             | Unione Democratica Magiara di Romania                                                | Governo Boc II                        | 23 dicembre 2009 | 9 febbraio 2012  | VI          |
| Governo Ungureanu | 9 febbraio 2012  | László Borbély (1954)             | Unione Democratica Magiara di Romania                                                | 5 aprile 2012                         |                  |                  | VI          |
| Governo Ungureanu |                  |                                   | Mihai Răzvan Ungureanu (ad interim) (1968)                                           | Indipendente                          | 5 aprile 2012    | 10 aprile 2012   | VI          |
| Governo Ungureanu |                  |                                   | Attila Korodi (1977)                                                                 | Unione Democratica Magiara di Romania | 10 aprile 2012   | 7 maggio 2012    | VI          |
| |                  | Rovana Plumb (1960)               | Partito Social Democratico                                                           | Governo Ponta I                       | 7 maggio 2012    | 21 dicembre 2012 | VI          |
| Ambiente e cambiamenti climatici (Ministerul mediului și schimbărilor climatice) |                  |                                   |                                                                                      |                                       |                  |                  |             |
| |                  | Rovana Plumb (1960)               | Partito Social Democratico                                                           | Governo Ponta II                      | 21 dicembre 2012 | 5 marzo 2014     | VII         |
| |                  | Attila Korodi (1977)              | Unione Democratica Magiara di Romania                                                | Governo Ponta III                     | 5 marzo 2014     | 17 dicembre 2014 | VII         |
| Ambiente, acque e foreste (Ministerul mediului, apelor și pădurilor) |                  |                                   |                                                                                      |                                       |                  |                  |             |
| |                  | Grațiela Gavrilescu (1966)        | Partito Liberale Riformatore Alleanza dei Liberali e dei Democratici                 | Governo Ponta IV                      | 17 dicembre 2014 | 17 novembre 2015 | VII         |
| |                  | Cristiana Pașca-Palmer (1968)     | Indipendente                                                                         | Governo Cioloș                        | 17 novembre 2015 | 4 gennaio 2017   | VII         |
| Ambiente (Ministerul mediului) |                  |                                   |                                                                                      |                                       |                  |                  |             |
| |                  | Daniel Constantin (1978)          | Alleanza dei Liberali e dei Democratici                                              | Governo Grindeanu                     | 4 gennaio 2017   | 27 marzo 2017    | VIII        |
| |                  | Grațiela Gavrilescu (1966)        | Alleanza dei Liberali e dei Democratici                                              | Governo Grindeanu                     | 27 marzo 2017    | 29 giugno 2017   | VIII        |
| Governo Tudose | 29 giugno 2017   | Grațiela Gavrilescu (1966)        | Alleanza dei Liberali e dei Democratici                                              | 29 gennaio 2018                       |                  |                  | VIII        |
| Governo Dăncilă | 29 gennaio 2018  | Grațiela Gavrilescu (1966)        | Alleanza dei Liberali e dei Democratici                                              | 27 agosto 2019                        |                  |                  | VIII        |
| Ambiente, acque e foreste (Ministerul mediului, apelor și pădurilor) |                  |                                   |                                                                                      |                                       |                  |                  |             |
| |                  | Costel Alexe (1983)               | Partito Nazionale Liberale                                                           | Governo Orban I                       | 4 novembre 2019  | 14 marzo 2020    | VIII        |
| Governo Orban II | 14 marzo 2020    | Costel Alexe (1983)               | Partito Nazionale Liberale                                                           | 5 novembre 2020                       |                  |                  | VIII        |
| Governo Orban II |                  |                                   | Mircea Fechet (1980)                                                                 | Partito Nazionale Liberale            | 5 novembre 2020  | 23 dicembre 2020 | VIII        |
| |                  | Barna Tánczos (1976)              | Unione Democratica Magiara di Romania                                                | Governo Cîțu                          | 23 dicembre 2020 | 25 novembre 2021 | IX          |
| Governo Ciucă | 25 novembre 2021 | Barna Tánczos (1976)              | Unione Democratica Magiara di Romania                                                | 15 giugno 2023                        |                  |                  | IX          |
| |                  | Mircea Fechet (1980)              | Partito Nazionale Liberale                                                           | Governo Ciolacu I                     | 15 giugno 2023   | 23 dicembre 2024 | IX          |
| Governo Ciolacu II | 23 dicembre 2024 | Mircea Fechet (1980)              | Partito Nazionale Liberale                                                           | In carica                             | X                |                  |             |

## Ministri delle acque e delle foreste
Tra il 2017 e il 2019 il Ministero delle acque e delle foreste è esistito come organo separato dal Ministero dell'ambiente.
| Ministro                                                                              | Ministro | Ministro             | Partito                    | Governo           | Mandato         | Mandato        | Leg. |
| Ministro                                                                              | Ministro | Ministro             | Partito                    | Governo           | Inizio          | Fine           | Leg. |
| ------------------------------------------------------------------------------------- | -------- | -------------------- | -------------------------- | ----------------- | --------------- | -------------- | ---- |
| Acque e foreste (Ministerul apelor și pădurilor)                                      |          |                      |                            |                   |                 |                |      |
|                                                                                       |          | Adriana Petcu (1961) | Partito Social Democratico | Governo Grindeanu | 4 gennaio 2017  | 29 giugno 2017 | VIII |
|                                                                                       |          | Doina Pană (1957)    | Partito Social Democratico | Governo Tudose    | 29 giugno 2017  | 4 gennaio 2018 | VIII |
|                                                                                       |          | Ioan Deneș (1968)    | Partito Social Democratico | Governo Dăncilă   | 29 gennaio 2018 | 31 agosto 2018 | VIII |
| Dal 4 novembre 2019 accorpato al Ministero dell'ambiente, delle acque e delle foreste |          |                      |                            |                   |                 |                | VIII |